# 신칸센 N700S계 전동차
신칸센 N700S계 전동차(일본어: 新幹線N700S系電車)는 도카이도 신칸센, 산요 신칸센, 니시큐슈 신칸센용으로 개발된 신칸센 차량이다.

## 개요

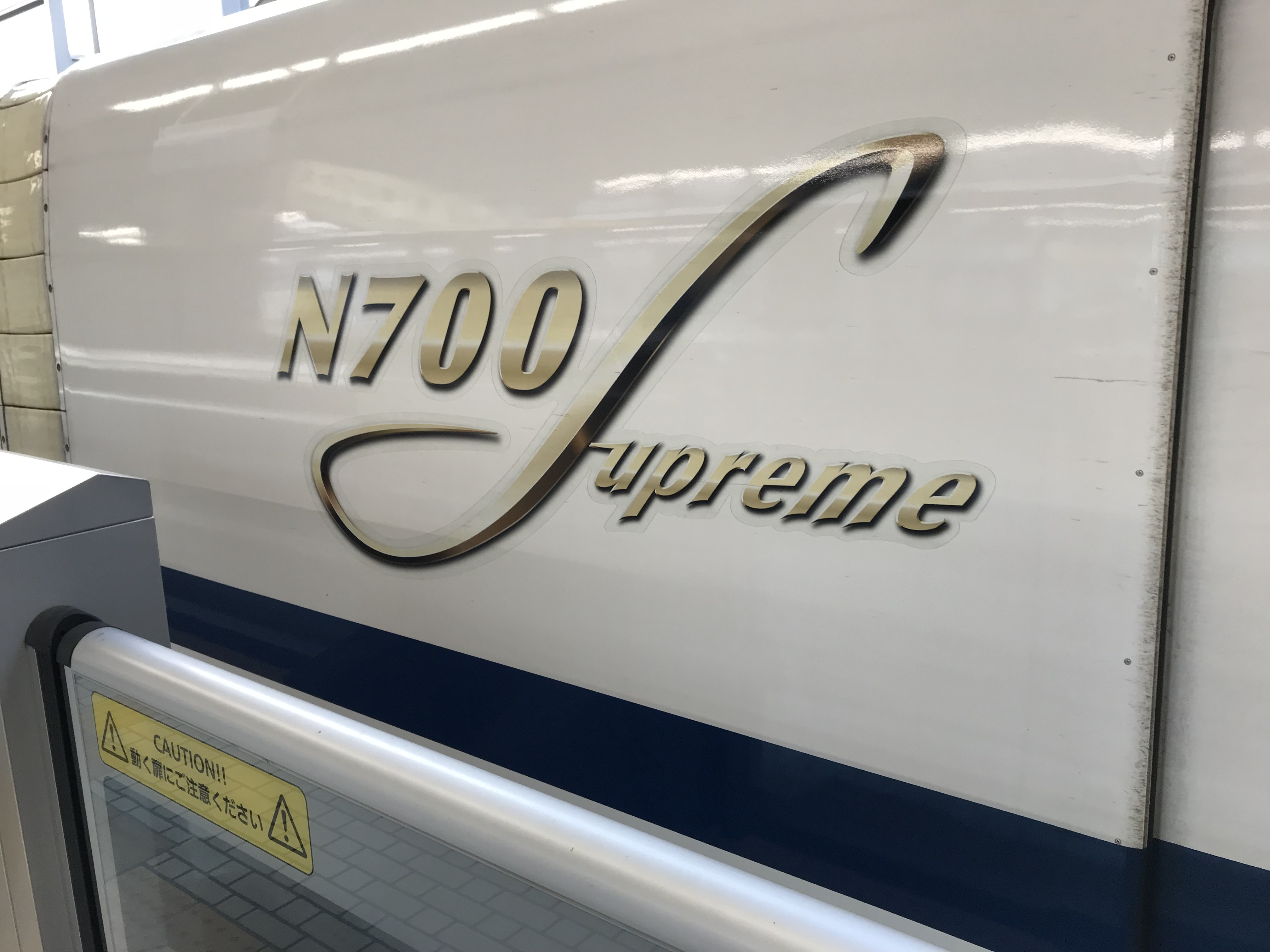
신칸센 N700S계 전동차 로고

2016년 6월 24일, 당시 도카이여객철도의 발표에 따르면 0계, 100계, 300계, 700계, N700계 다음으로 개발한 신칸센 차량으로 그와 동시에 시제 차량제작이 발표되었다.
기존 N700계 모델과 달리 도카이여객철도와 서일본여객철도 등 두 양사가 공동으로 개발되었고, 300계 모델 이후 도카이여객철도가 단독으로 신칸센 차량을 개발했다. 8량 편성, 12량 편성, 16량 편성으로 구성되어, 해외 수출을 염두에 두고, 특수 설계가 되었다.
S의 의미는 슈프림(영어: Supreme)을 의미하며 그 중 J편성의 경우 이전 300계 모델에 적용된 편성이다. 시제 차량과 양산 차량의 경우 야마구치현에 위치한 히타치 제작소에서 제작되었다.

## 구조 및 성능

### 차량 개요
선두부는 N700계의 '에어로 더블 윙'형태를 개량한 '듀얼 스프링 윙'으로 불리는 형상으로, 선두부 형태가 바뀌면서 터널 진입 시 소음과 저항을 기존보다 더 줄인다고 한다. 전조등의 경우 N700계 모델에 장착된 HID가 탑재했으며, 신칸센 모델 최초로 LED를 장착했으며, 기존보다 에너지 절감되었다.
차체의 경우 기존 N700계 모델과 동일하게 알루미늄 합금제의 중공 압출형재에 의한 더블스킨 구조를 적용하고 있다. 또한 폐차된 700계 모델에서 알루미늄 합금제를 재활용해 기존보다 효율성을 높였다.

### 주행 기기
제어 방식은 현재 운행 중인 N700계와 달리 신칸센 모델 최초로 실리콘 카바이드 소자를 탑재했고, 구동 시스템의 대폭적인 소형 경량화를 목표로 했다.
신칸센 및 고속철도 차량 최초로 배터리 자력주행 시스템이 탑재되면서 차체 하부 공간을 확보했으며 기존보다 소비 전력이 대폭 절감되었다.

### 차량 내 장치

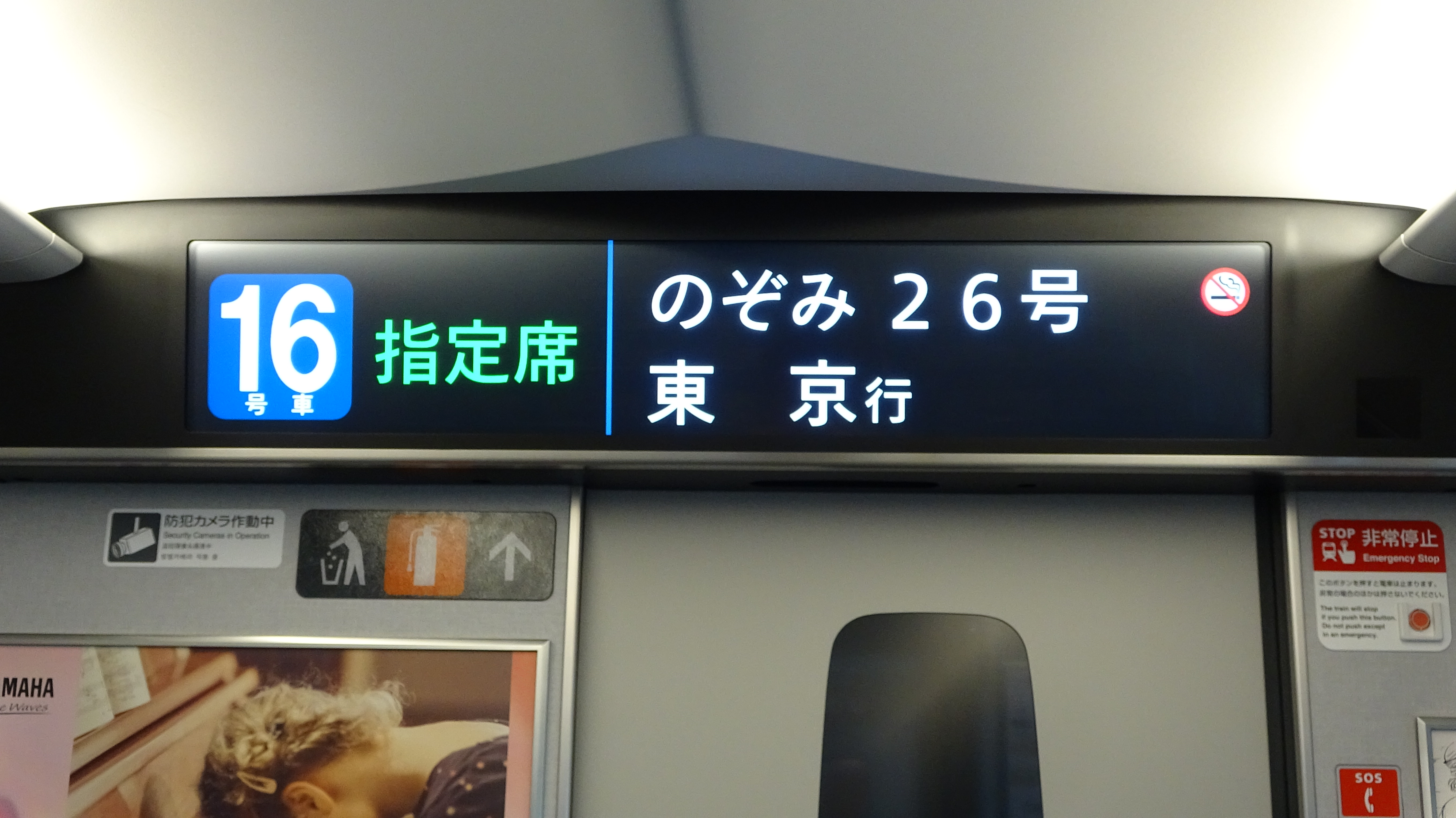
N700S계 차량 내부 LCD 디스플레이

객실 자동문 상단의 안내문이 기존 LED에서 LCD 디스플레이로 변경되었다. 안전 기능을 개선하기 위해 기존의 입구 근처만 CCTV만 설치했으나, 실내 천장에 CCTV를 추가로 설치했다.
승객의 편의를 향상시키기 위해 그린차의 경우 액티브 서스펜션을 장착되었고 일반석은 각 좌석에 스마트 기기 충전 등 편리성을 위한 전원 콘센트가 설치되었다.

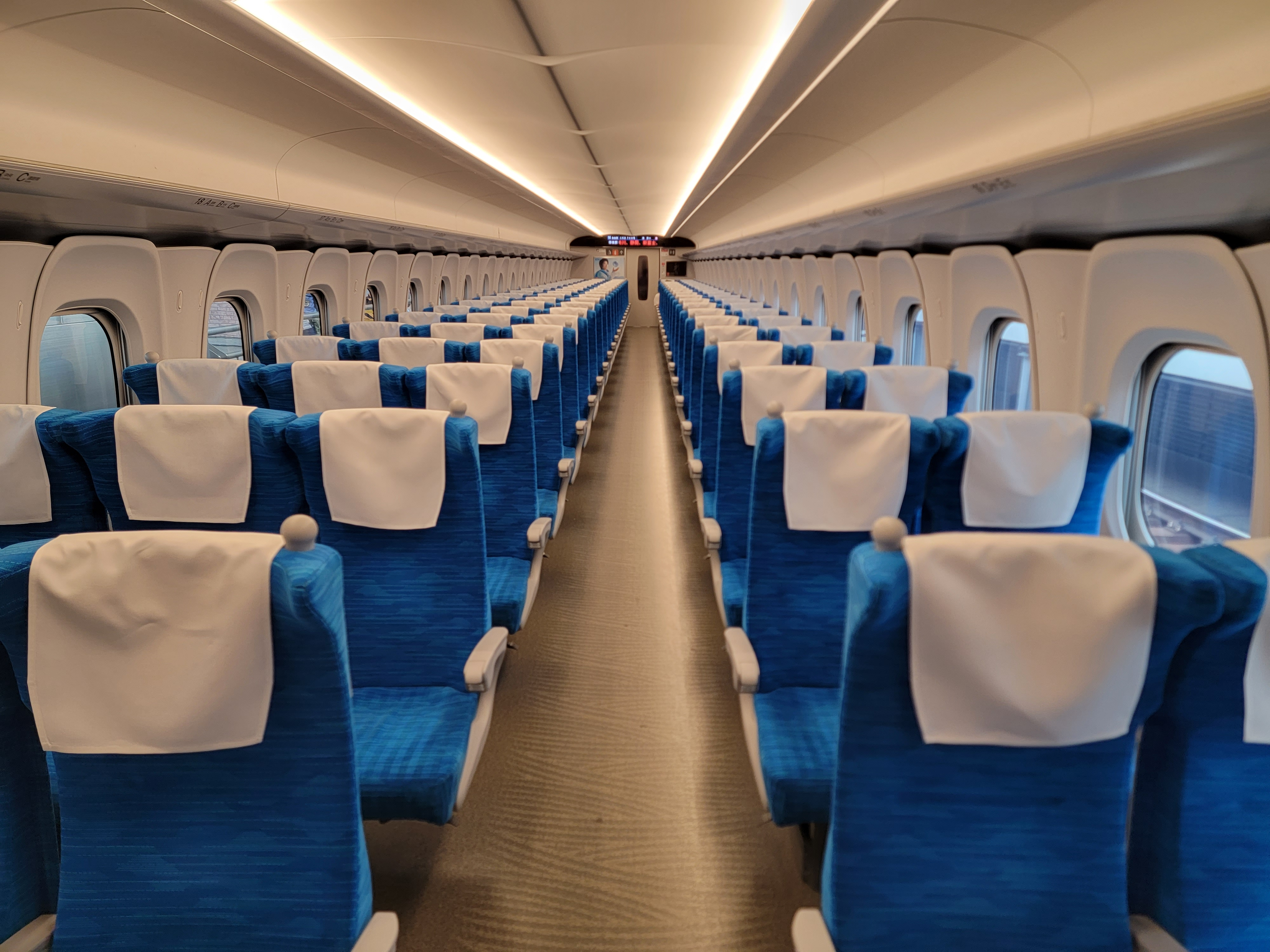
보통차
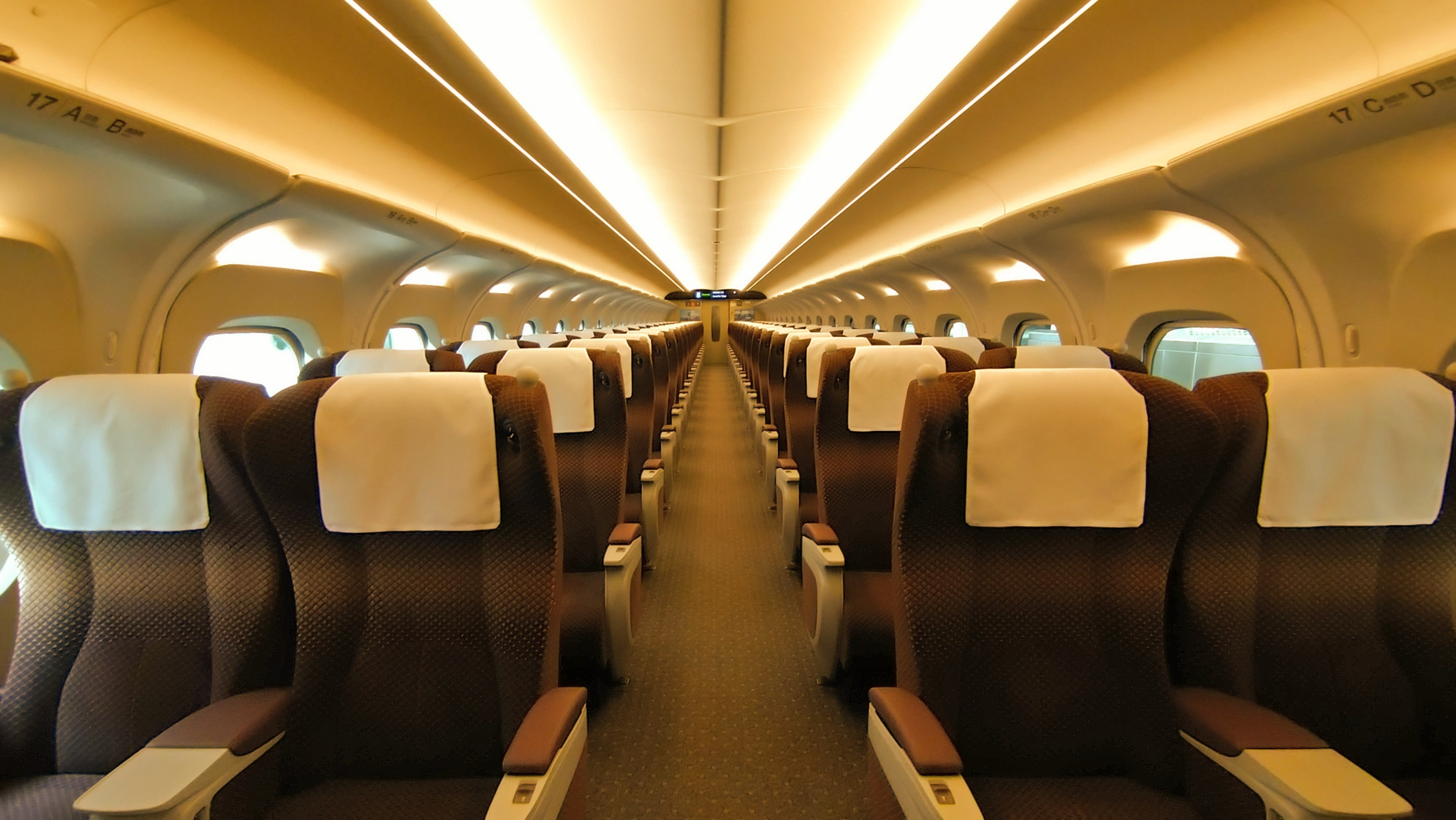
특실(일본어: グリーン車)

## 객차 구성
- H, J편성의 경우 5호차와 13호차에 팬터그래프가 존재하며, Y편성의 경우 2호차와 5호차에 팬터그래프가 존재한다.

### J 편성 (도카이여객철도소속)
| 호차 | 1      | 2   | 3             | 4    | 5       | 6   | 7             | 8           | 9           | 10     | 11              | 12      | 13      | 14      | 15                 | 16  |
| ---- | ------ | --- | ------------- | ---- | ------- | --- | ------------- | ----------- | ----------- | ------ | --------------- | ------- | ------- | ------- | ------------------ | --- |
| 명칭 | Tc     | M2  | M'w           | M1   | M1w     | M'  | M2k           | M1s         | M's         | M2s    | M'h             | M1      | M1w     | M'      | M2w                | T'c |
| 번호 | 743    | 747 | 746-500       | 745  | 745-300 | 746 | 747-400       | 735         | 736         | 737    | 746-700         | 745-600 | 745-500 | 746-200 | 747-500            | 744 |
| 좌석 | 65     | 100 | 85            | 100  | 90      | 100 | 75            | 68          | 64          | 68     | 63              | 100     | 90      | 100     | 80                 | 75  |
| 시설 | 화장실 |     | 화장실 흡연실 | 전화 | 화장실  |     | 화장실 흡연실 | 업무용 시설 | 화장실 전화 | 흡연실 | 화장실 다목적실 | 전화    | 화장실  |         | 화장실 흡연실 전화 |     |

### H 편성 (서일본여객철도소속)
| 호차 | 1        | 2        | 3             | 4        | 5        | 6        | 7             | 8           | 9           | 10       | 11              | 12       | 13       | 14       | 15                 | 16       |
| ---- | -------- | -------- | ------------- | -------- | -------- | -------- | ------------- | ----------- | ----------- | -------- | --------------- | -------- | -------- | -------- | ------------------ | -------- |
| 명칭 | Tc       | M2       | M'w           | M1       | M1w      | M'       | M2k           | M1s         | M's         | M2s      | M'h             | M1       | M1w      | M'       | M2w                | T'c      |
| 번호 | 743-3000 | 747-3000 | 746-3500      | 745-3000 | 745-3300 | 746-3000 | 747-3400      | 735-3000    | 736-3000    | 737-3000 | 746-3700        | 745-3600 | 745-3500 | 746-3200 | 747-3500           | 744-3000 |
| 좌석 | 65       | 100      | 85            | 100      | 90       | 100      | 75            | 68          | 64          | 68       | 63              | 100      | 90       | 100      | 80                 | 75       |
| 시설 | 화장실   |          | 화장실 흡연실 | 전화     | 화장실   |          | 화장실 흡연실 | 업무용 시설 | 화장실 전화 | 흡연실   | 화장실 다목적실 | 전화     | 화장실   |          | 화장실 흡연실 전화 |          |

### Y 편성 (큐슈여객철도소속)
| 호차 | 1        | 2        | 3        | 4        | 5        | 6        |
| ---- | -------- | -------- | -------- | -------- | -------- | -------- |
| 명칭 | M'wc     | M2       | M1h      | M1       | M2w      | M'c      |
| 번호 | 721-8000 | 727-8000 | 725-8000 | 725-8100 | 727-8100 | 722-8100 |

## 운행 노선

### 현재 운행 노선
- 도카이도 & 산요 신칸센
  - 고다마
  - 노조미
  - 히카리

- 니시큐슈 신칸센
  - 가모메

## 현황

### J 편성 (도카이여객철도소속 - 16량 편성)
| 차호  | 도입 시기 | 운행 중단 시기 | 비고 |
| ----- | --------- | -------------- | ---- |
| J0호  | 2018년    | 시제 차량      |      |
| J1호  | 2020년    | 운행 중        |      |
| J2호  | 2020년    | 운행 중        |      |
| J3호  | 2020년    | 운행 중        |      |
| J4호  | 2020년    | 운행 중        |      |
| J5호  | 2020년    | 운행 중        |      |
| J6호  | 2020년    | 운행 중        |      |
| J7호  | 2020년    | 운행 중        |      |
| J8호  | 2020년    | 운행 중        |      |
| J9호  | 2020년    | 운행 중        |      |
| J10호 | 2020년    | 운행 중        |      |
| J11호 | 2020년    | 운행 중        |      |
| J12호 | 2021년    | 운행 중        |      |
| J13호 | 2021년    | 운행 중        |      |
| J14호 | 2021년    | 운행 중        |      |
| J15호 | 2021년    | 운행 중        |      |
| J16호 | 2021년    | 운행 중        |      |
| J17호 | 2021년    | 운행 중        |      |
| J18호 | 2021년    | 운행 중        |      |
| J19호 | 2021년    | 운행 중        |      |
| J20호 | 2021년    | 운행 중        |      |
| J21호 | 2021년    | 운행 중        |      |
| J22호 | 2021년    | 운행 중        |      |
| J23호 | 2022년    | 운행 중        |      |
| J24호 | 2022년    | 운행 중        |      |
| J25호 | 2022년    | 운행 중        |      |
| J26호 | 2022년    | 운행 중        |      |
| J27호 | 2022년    | 운행 중        |      |
| J28호 | 2022년    | 운행 중        |      |
| J29호 | 2022년    | 운행 중        |      |
| J30호 | 2022년    | 운행 중        |      |
| J31호 | 2022년    | 운행 중        |      |
| J32호 | 2022년    | 운행 중        |      |
| J33호 | 2022년    | 운행 중        |      |
| J34호 | 2022년    | 운행 중        |      |
| J35호 | 2023년    | 운행 중        |      |
| J36호 | 2023년    | 운행 중        |      |
| J37호 | 2023년    | 운행 중        |      |
| J38호 | 2023년    | 운행 중        |      |
| J39호 | 2023년    | 운행 중        |      |
| J40호 | 2023년    | 운행 중        |      |
| J41호 | 2024년    | 운행 중        |      |
| J42호 | 2024년    | 운행 중        |      |
| J43호 | 2024년    | 운행 중        |      |
| J44호 | 2024년    | 운행 중        |      |
| J45호 | 2024년    | 운행 중        |      |
| J46호 | 2024년    | 운행 중        |      |
| J47호 | 2024년    | 운행 중        |      |
| J48호 | 2024년    | 운행 중        |      |
| J49호 | 2024년    | 운행 중        |      |
| J50호 | 2025년    | 운행 중        |      |
| J51호 | 2025년    | 운행 중        |      |

### H 편성 (서일본여객철도소속 - 16량 편성)
| 차호 | 도입 시기 | 운행 중단 시기 | 비고 |
| ---- | --------- | -------------- | ---- |
| H1호 | 2020년    | 운행 중        |      |
| H2호 | 2021년    | 운행 중        |      |
| H3호 | 2023년    | 운행 중        |      |
| H4호 | 2024년    | 운행 중        |      |
| H5호 | 2024년    | 운행 중        |      |
| H6호 | 2024년    | 운행 중        |      |

### Y 편성 (큐슈여객철도소속 - 6량 편성)
| 차호 | 도입 시기 | 운행 중단 시기 | 비고 |
| ---- | --------- | -------------- | ---- |
| Y1호 | 2022년    | 운행 중        |      |
| Y2호 | 2022년    | 운행 중        |      |
| Y3호 | 2022년    | 운행 중        |      |
| Y4호 | 2022년    | 운행 중        |      |
| Y5호 | 2023년    | 운행 중        |      |
| Y6호 | 2024년    | 운행 중        |      |

## 시제 차량의 시범 운행

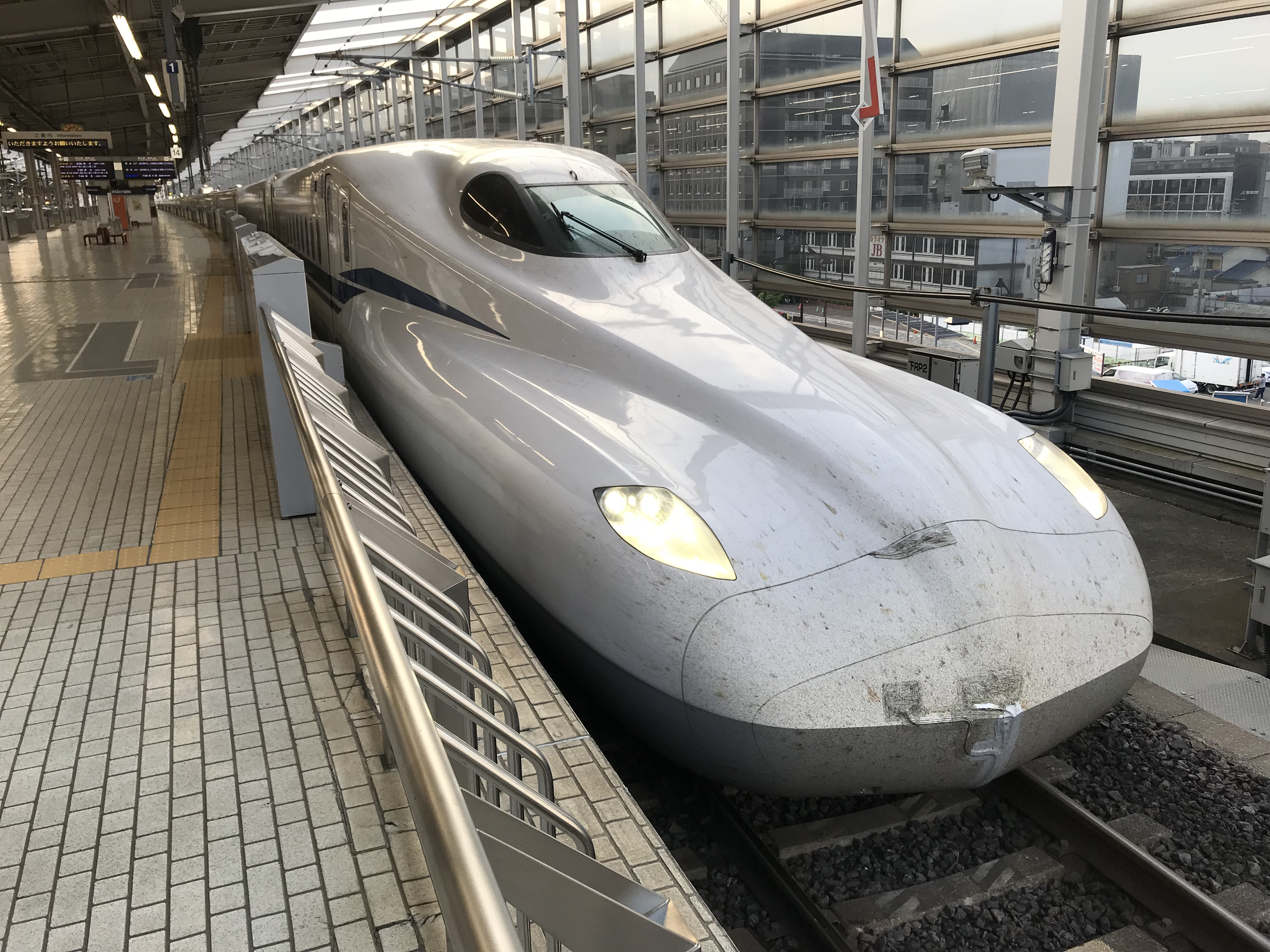
N700S계 시제 차량 J0편성

2018년 2월에 16량 편성으로 구성된 시제 차량이 도카이 여객철도 하마마쓰 공장에 인도되었다. 같은 해 3월 7일에 N700S계 차량의 심볼 마크가 발표되었고 이후 3월 10일에 차량의 심볼 마크가 대중에게 공개되었다. 같은 해 3월 20일부터 최초로 시범 운행이 개시되었다.
도카이도 신칸센, 산요 신칸센 구간에 시범 운행과 신기술 및 기능을 평가하기 위해 향후 3년 동안 시범 운행을 목적으로 연구용 차량으로 운행하고 있다. 신칸센 및 고속철도 차량 최초로 배터리 자력주행 시스템으로 주행시험을 같은 해 9월부터 시범 운행에 이어 같은 해 10월부터 8편성으로 시범 운행에 들어갈 예정이다. 같은 해 6월부터 승차감 향상을 위해 차기 궤도 상태 감시 시스템 개발을 목적으로 시범 운행에 들어갔다.
2019년 6월 6일, 도카이여객철도는 심야 시간에 N700S계 J0편성을 사용해 시범 운행을 하면서 도카이도 신칸센 및 산요 신칸센 교토역 ~ 마이바라역 구간에 최고 영업 속도 362km/h를 기록했다. 종전에 세운 N700계의 최고 영업 속도 332km/h보다 빠른 기록이다.

## 역사
2020년 4월, 최초 양산형 차량인 J1편성이 도카이여객철도로 반입되었고, 같은 해 7월 1일부터 노조미 1호와 노조미 3호 열차에 운행을 시작했다. 한편 도카이여객철도는 2022년 하반기까지 40편성을 추가로 도입할 예정이다.

## 미래
서일본여객철도는 추후 500계, 700계, N700계를 대체할 차기 주력 차종으로 검토하고 있으며, 2021년 상반기 다이야 개정에 따라 3000번대 도입이 확정되었고, 2020년 12월에 H1편성이 최초로 도입했다. 큐슈여객철도는 2022년 하반기에 개통될 예정인 니시큐슈 신칸센 구간에 6량 편성의 준고속형 전동차로 도입될 예정으로 8000번대 도입이 확정되었다. 향후 니시큐슈 신칸센에서 운행 예정인 열차 등급이므로, 열차 명칭도 가모메(일본어: かもめ)로 최종 확정되었다.
또한 도카이여객철도는 2026년 텍사스 센트럴 철도 구간 개통을 목표로 이 모델을 수출하는 방안이 검토하고 있다.

## 같이 보기
- 신칸센 N700계 전동차